# 요제프 벤츠
요제프 벤츠(Joseph Benz, 1944년 5월 20일 ~ 2021년 2월 5일)는 스위스의 봅슬레이 선수이다.
1976년과 1980년 올림픽에 출전하여 메달을 4개 땄다. 선수를 은퇴한 뒤에는 국제 루지 연맹에서 중역을 맡았다.
스위스의 코로나19 범유행중인 2021년 코로나19로 사망했다.